# Borsa di Königsberg
La Borsa di Königsberg (in russo Здание кёнигсбергской биржи?, Zdaniye kyonigsbergskoy birzhi; in tedesco: Königsberger Börse) è un edificio storico situato nell'attuale Kaliningrad (all'epoca della costruzione chiamata Königsberg), capoluogo dell'omonima oblast'.

## Storia
La città prussiana di Königsberg, grazie al suo grande e trafficato porto, si arricchì principalmente grazie ai commerci. Difatti, la fondazione di una prima borsa valori nella città è attestata da alcuni documenti già nel 1619. Tuttavia, fu soltanto cinque anni dopo, nel 1624, che la città fece costruire un edificio dedicato a tale scopo. Esso si trovava nel quartiere di Kneiphof, sulla riva settentrionale del fiume Pregel.
Col passare del tempo tuttavia, i traffici di merce all'interno della città prussiana aumentarono e l'edificio risultò ben presto essere troppo piccolo per il suo scopo. Dopo una tentativo di allargarlo nel 1798 e un restauro avvenuto due anni dopo a causa di un incendio, nel 1864 si decise di costruire una nuova borsa. I lavori iniziarono sei anni dopo, nel 1870, sotto la direzione dell'architetto di Brema Heinrich Müller, mentre lo scultore Emil Hundrieser si occupò di decorare l'esterno, ponendo all'ingresso due statue di leoni, e gli interni, i quali furono abbelliti con dipinti che raffigurano le allegorie dell'Europa, dell'Asia, dell'Africa e dell'America. A causa del terreno paludoso, l'edificio, costruito in stile neorinascimentale, dovette essere rinforzato con 2.200 solidi infissi di quercia, lunghi ciascuno dai 12 ai 18 metri, e fu completato soltanto nel 1875. Oltre ad un'ampia area adibita agli scambi commerciali, all'interno della borsa di Königsberg furono costruiti anche diversi caffè e una sala per i concerti. Infatti, la borsa valori, durante l'inverno, ospitava il ballo in maschera di Königsberg, al quale erano soliti partecipare gli artisti, che coglievano l'occasione per esporre le proprie opere, e gli imprenditori più ricchi della città.
Durante la seconda guerra mondiale, a causa del bombardamento di Königsberg avvenuto nel 1944 e della battaglia che colpì la città l'anno successivo, la borsa venne gravemente danneggiata e le decorazioni interne completamente distrutte. Nel 1946, la città passò sotto il diretto controllo dei sovietici, che la rinominarono Kaliningrad. Tuttavia, nonostante la maggior parte degli edifici storici della città, in un processo di russificazione che coinvolse l'intera regione, furono demoliti, le autorità russe decisero di restaurare l'ormai ex borsa valori nel 1967, adibendo l'edificio a un museo navale.
Nove anni dopo la caduta del regime sovietico, nel 2000, la borsa valori fu occupata da un centro di cultura giovanile, il quale si occupò di ridipingere la facciata e valorizzare l'edificio. Nel 2018, divenne la sede del Museo di Belle Arti di Kaliningrad.

## Galleria d'immagini

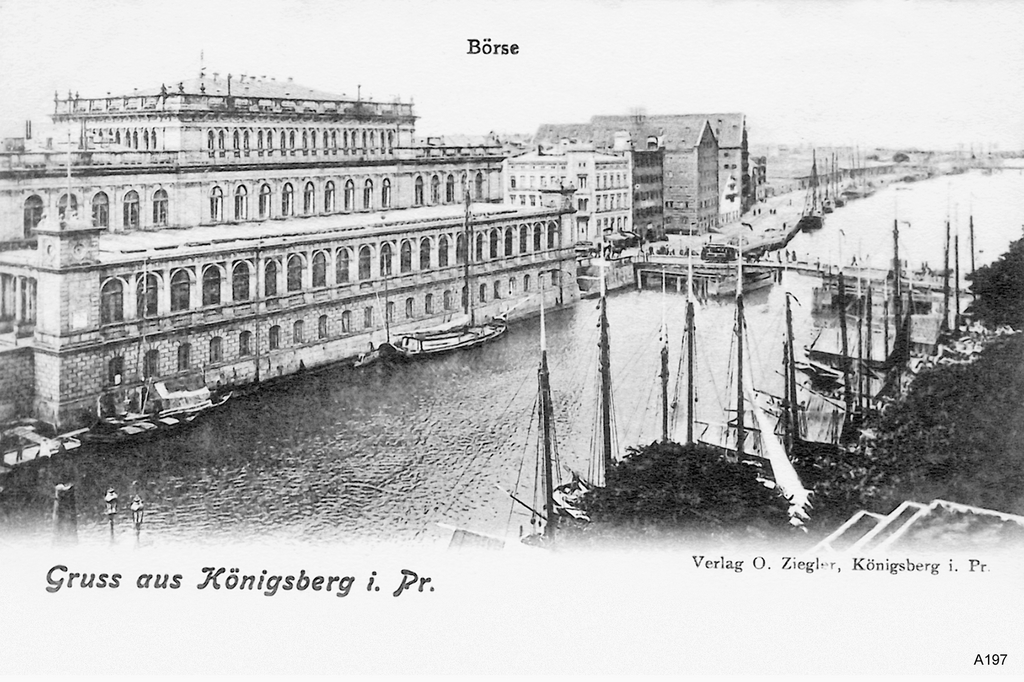
Borsa valori di Königsberg in un'incisione del XIX secolo.
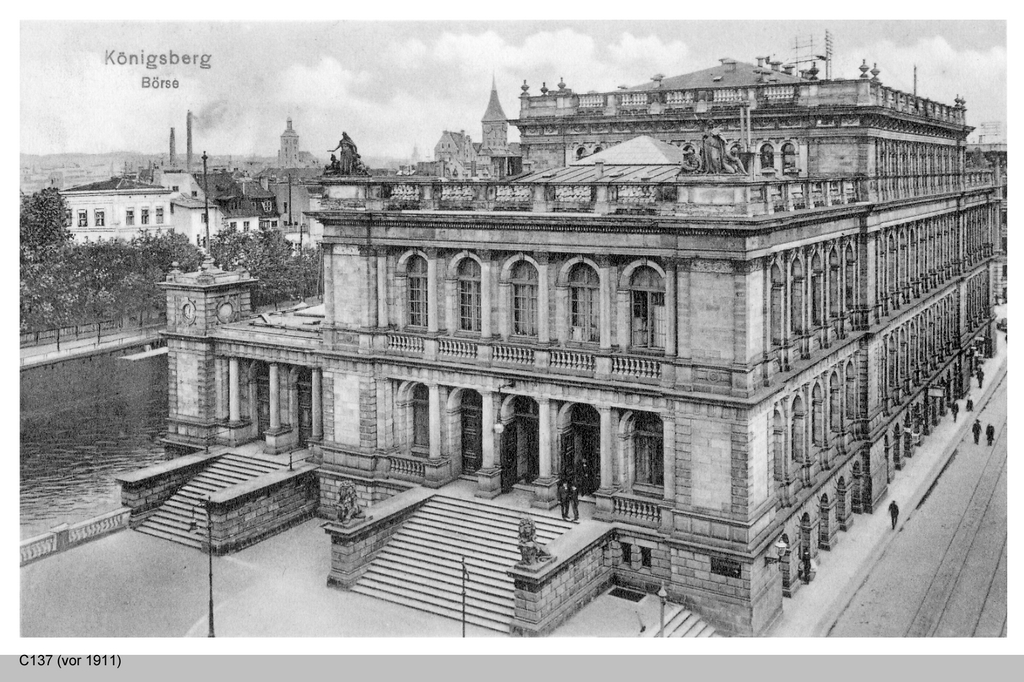
La Borsa valori in un'incisione del 1911
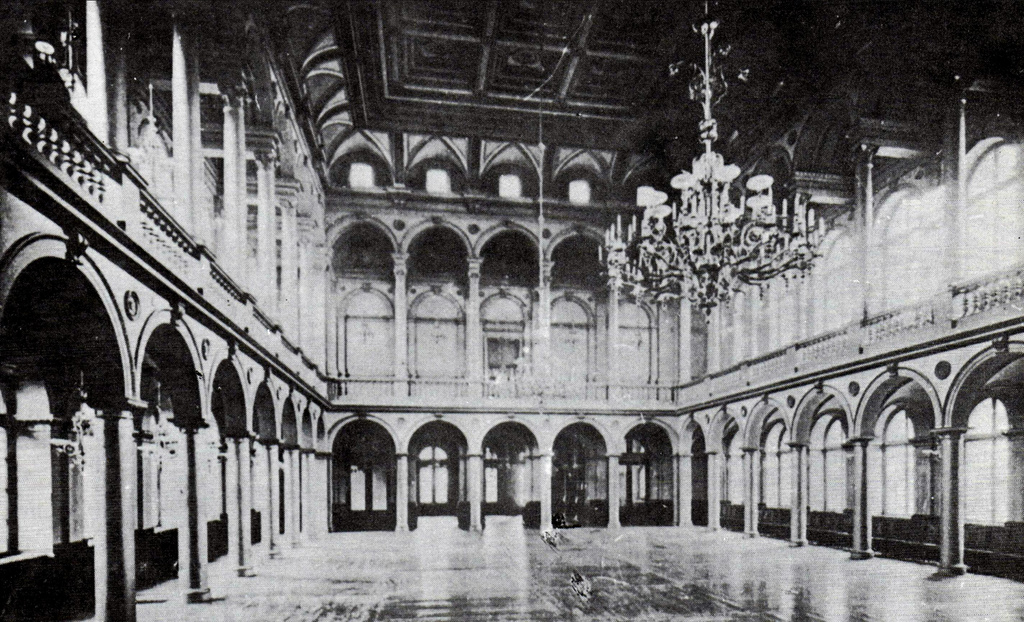
L'interno della borsa fotografato nel 1925
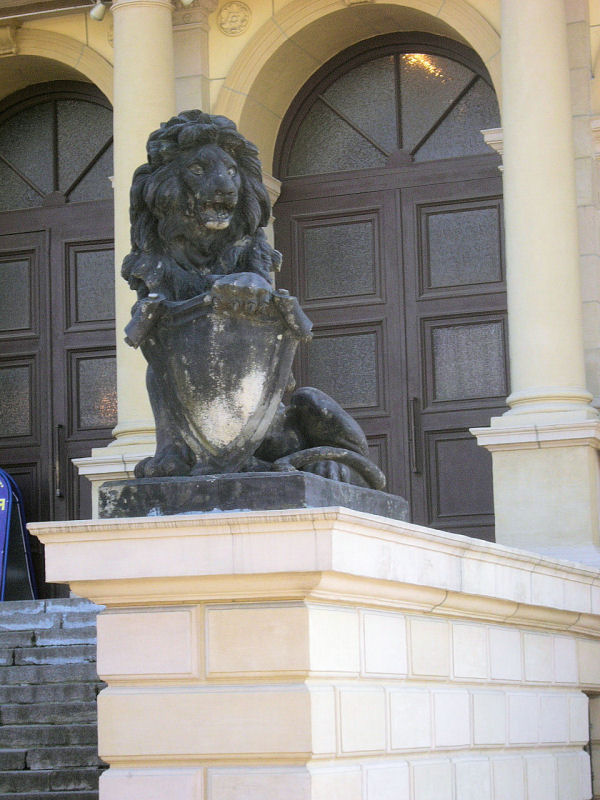
Particolare di una delle due statue di leoni poste all'ingresso
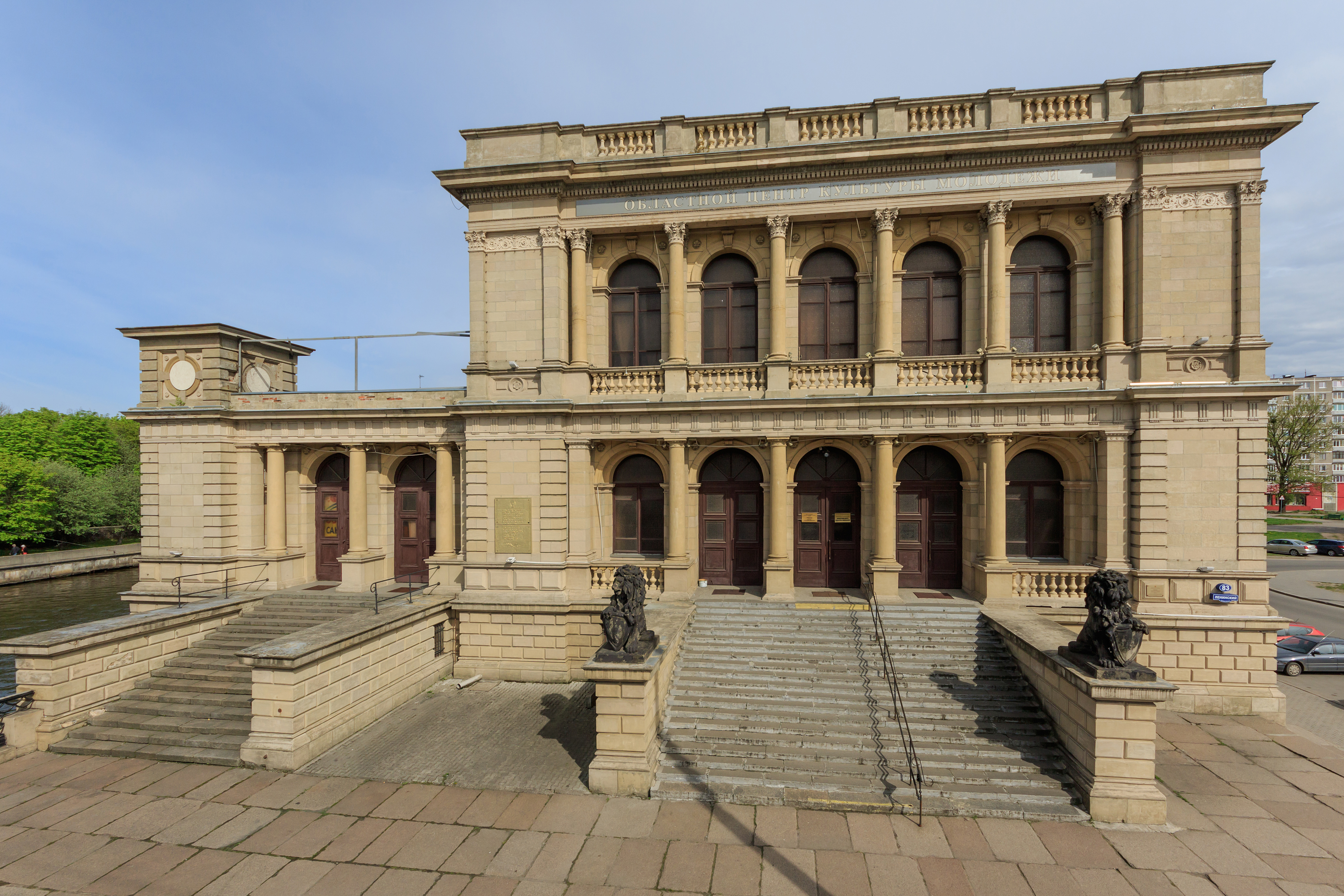
L'ingresso della borsa
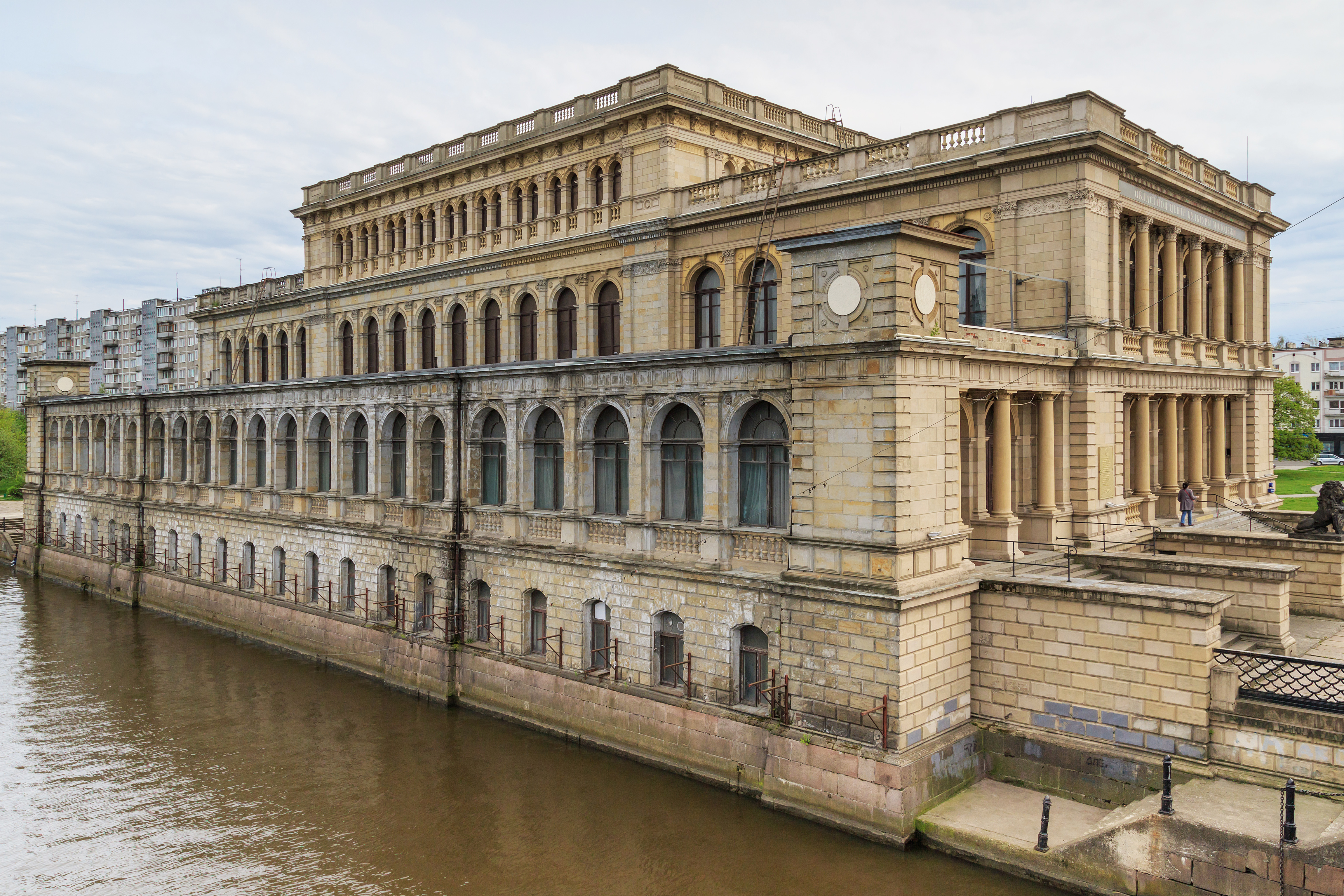
La facciata che da sul fiume nel 2017
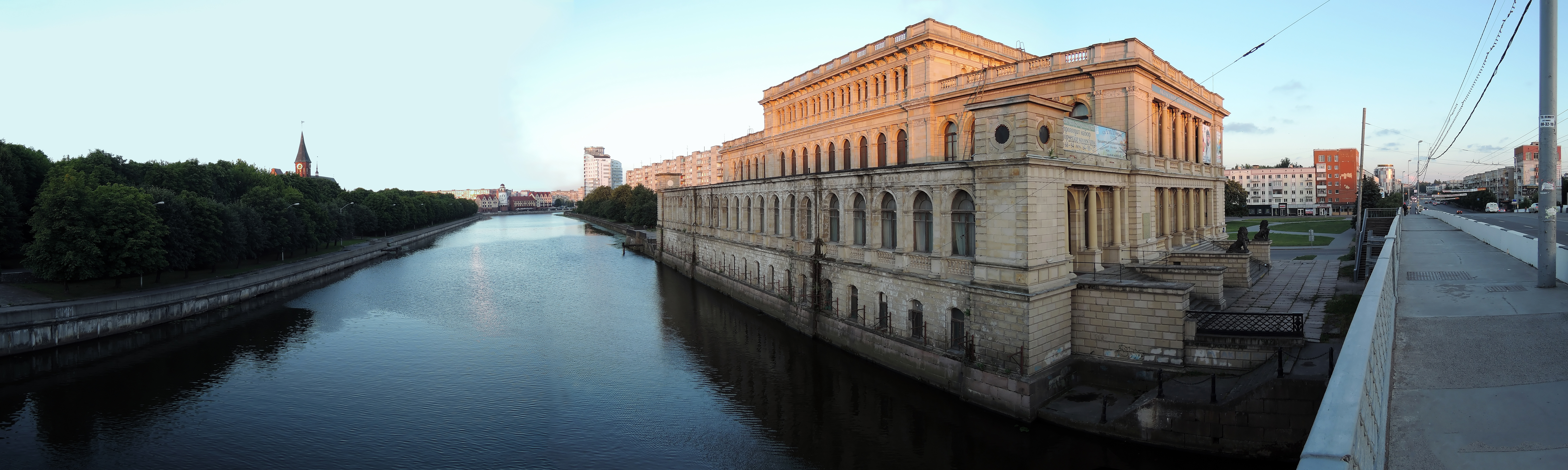
Vista panoramica della borsa nel 2014